# تپه درک سر (۲–۱)
تپه درک سر (۲–۱) مربوط به مس سنگی - عصر آهن است و در شهرستان دورود، بخش مرکزی، دهستان ژان، ۱/۷ کیلومتری شمال روستای کامحمدرضا واقع شده و این اثر در تاریخ ۲۸ شهریور ۱۳۸۶ با شمارهٔ ثبت ۱۹۵۴۷ به‌عنوان یکی از آثار ملی ایران به ثبت رسیده است.